# مرزوك دحمان

## مولده ونشأته
مرزوك دحمان هو مناضل ومقاوم في ثورة التحرير الجزائرية ولد عام 1936 ببلدية سيدي عامر ولاية المسيلة حيث عاش في وسط عائلي إسلامي محافظ تتكون عدد افرادها من 4 أشقاء كما تلقى تعليمه الأولي على أيدي شيوخ منطقته من بينهم مرزوق سي أحمد بلهول فحفظ ما تيسر له من القرآن الكريم

## نضاله
انتقل إلى السكن بالجزائر العاصمة عام 1944، حيث تشبع بالأفكار الثورية التحريرية، والتحق بصفوف الثورة كفدائي عام 1955 رفقة المجاهد العربي الكردوني وعاشور الحواس البسكري ومنصور النوي الجلالي والمجاهدة فاطمة الزهراء الغربية وأحمد باشا الصوري وبوعافية محمد الجلجلي للعمل الثوري على مستوى كل من بلكور والمدنية وأول ماي وحي محي الدين (الزعاتشة) تحت قيادة المجاهد سي الطيب السياسي .وفي 21 مارس 1956 ألقي القبض عليه في البريد المركزي حاليا ( LA GROND POSTE ) سابقا، حيث كان يومها برفقة مرزوك الصالح بحجة العلاج ووجهت له تهمة التحريض على العصيان المدني و التظاهر، واقتيد إلى محافظة الأمن المركزي بساحة أول ماي (CENT RALE)، ليبقى في الحجز لمدة 16 يوم رفقة مجموعة من المجاهدين و المواطنين حيث مارست عليهم السلطات الاستعمارية كل أنواع التعذيب هاته المدة كانت كافية ان تزيده إلا إصرارا لمقاومة هذا المستعمر، وتم بعدها إطلاق سراحه بعد تدخلات سي الطيب السياسي و النافذين في صفوف جبهة التحرير الوطني.
وبعد خروجه من السجن واصل كفاحه ونشاطه إلى أن أوكلت إليه مهمة تنفيذ الإعدام في حق شرطي فرنسي لطالما اشتهر بكرهه وتعذيبه للمواطنين الأبرياء، وكانت المهمة هي أن يقوم بإطلاق الرصاص عليه أمام المصعد الهوائي (TELEFIRIK) عند محطة المدنية حيث كان العربي الكوردوني و المجاهدة فاطمة الزهراء دليلا له برفقتهم عاشور الحواس ، وبعد قيام الشهيد مرزوك دحمان بإعدام الشرطي الفرنسي حاصر جيش الاستعمار الفرنسي المنطقة و ألقي القبض على بعض المواطنين وكان من بينهم المسعود لعماري و ابنه الطيب اللذان كان بمعرفة جيدة بالشهيد دحمان مرزوك ورفيقه الحواس و الذي أقر تحت التعذيب بأن منفذي العملية هما دحمان مرزوك و الحواس البسكري كما أخبر جيش الاستعمار على مسكن شقيقته المسماة مرزوك الزهرة ،وفور تلقي المعلومات التي تحصل عليها جيش الاستعمار قامو بمداهمة المنزل المذكور و اعتقال شقيقته و أقتيدت إلى الثكنة العسكرية رقم : 411 بالمدنية وتم تعذيبها لمدة 15 يوم من أجل معرفة مكان منفذي العملية ولكنها صمدت إلى أن دخلت في غيبوبة نتيجة كسر أضلاعها و إجهاضها لتنقل إلى مسشتفى مصطفى باشا للعلاج وبقيت به لمدة 12 يوم تحت الحراسة وتم بعدها تحويلها إلى المحكمة ولعدم توفر الأدلة التي تثبت تورطها في مقتل الشرطي الفرنسي تم إطلاق سراحها و إلزامها بالتوقيع كل يوم على محضر يثبت عدم تنقلها أو الالتحاق بصفوف المجاهدين كما تم وضع منزلها تحت الرقابة العسكرية للاحتلال .

## عودته لمسقط رأسه ومواصلة الكفاح
وبعد تضييق الخناق على الأماكن التي كان يتنقل إليها الشهيد مرزوك دحمان وصدور حكم بإلقاء القبض عليه قرر التنقل لمسقط رأسه ببلدية سيدي عامر و الاستقرار بها ومواصلة نضاله حيث أسندت إليه إيصال السلاح و الذخيرة و الألبسة و الأدوية للمجاهدين رفقة المجاهدين لعرابي محمد و الحاج إبراهيم بن ربيحي وعلى الحامدي و الملكي وخيذري لخضر وشكيب بن سيلت وكان يلتقي بهم بمنزل مرزوك الصالح إلى أن وشت بهم اليهودية إيستان ISTENE وقامت بالإبلاغ عنهم ليلقى القبض على الصالح مرزوك ومرزوك بلقاسم ومرزوك أمحمد بينما استطاع الشهيد الإفلات من قبضت جيش الاحتلال وبعد أسبوع من التعذيب تم إطلاق سراحهم جميعا دون أن ننسى الدور البطولي الكبير الذي لعبه مرزوك الصالح وحرمه المجاهدة سعدي قمير بنت أحمد في تسهيل مهمة الشهيد للاتصال برفقائه المجاهدين .

## إلقاء القبض عليه وسجنه
في مارس 1959 ألقي القبض على الشهيد من طرف جيش الاستعمار الفرنسي وسجن ببوسعادة 39 يوما رفقة المجاهد شنوف حفاني الرحماوي من أولا د جلال والعديد من المناضلين حيث مارست عليهم السلطات الفرنسية كل أنواع التعذيب من أجل أخذ منهم اعترافا أو وشاية عن مكان رفقائهم المجاهدين ، و بالرغم من العذاب المسلط إلى انهم صمدوا في وجه جلاديهم و أعطو درسا في البطولة و الصبر .
وبعد هذه المدة وعدم توفر الأدلة التي تدينهم وتدخل بعض أعيان المنطقة تم الإفراج عنهم .

## تنفيذ حكم الإعدام به و إستشهاده
وبيوم الأربعاء 14 مارس 1962 تاريخ إستشهاده قام العميل و الخائن لوطنــــــــــــه
المدعو عبد الله السلمي واعوانه بتتبع الشهيد وترصد تحركاته إلى أن ألقي القبض عليه وقامو بتعذيبه بطرق وحشية وعمد هذا الخائن إلى وضعه في الصندوق الخلفي للسيارة من نوع شمبور و أوقفها في ساحة المدرسة ( مدرسة سيدي عامر القديمة ) وقام بجمع سكان بلدية سيدي عامر بالقوة من أجل تخوفيهم وكسر عزيمتهم بهذا المشهد وبدا في سياسة التهديد و الوعيد لكل من تسول له نفسه وينخرط أو يحمل السلاح بوجه هذا المستعمر ، هاته الكلمات لم تجد أذان صاغية لدى سكان بلدية سيدي عامر و حاولو فك أسره من امثال مساعد عمر بن محمد المدعو (شنف) ومهديد عمر بن زحلوق و الحاج إبراهيم وغيرهم من سكان بلدية سيدي عامر ولكن تم اشهار السلاح في وجههم إن قاموا بأي محاولة تثنيهم عن إعدامه وبعدها قام الخائن عبد الله السلمي و أعوانه بأخذ الشهيد دحمان مرزوك خارج بلدة سيدي عامر وبالضبط بمنطقة ( الشقة ) وتم تنفيذ حكم الإعدام رميا بالرصاص حتى أستشهد و التحاقه بالرفيق الأعلى .
وكان هذا اليوم من أصعب أيام سكان بلدية سيدي عامر وهم يزفون ابنهم وشهيدهم لمثواه الأخير .وتم دفن الشهيد دحمان مرزوك بمقبرة سيدي عامر .
المصدر